# Hospital Aller Gottes Engel

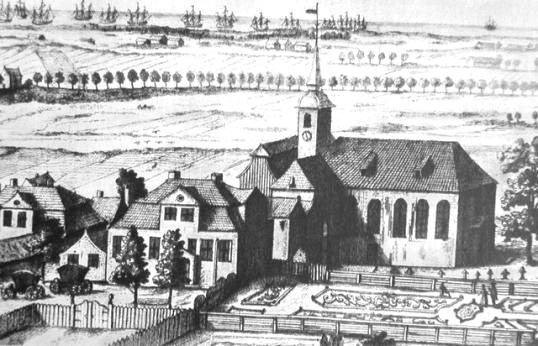
Hospital aller Gottes Engel, 1761/65 von Matthaeus Deisch

Das Hospital Aller Gottes Engel (auch Hospital S. Michaelis) war ein Altersheim bei Danzig vom 14. bis zum 20. Jahrhundert.

## Lage
Das Hospital befand sich am Weg von der Altstadt nach Norden vor Langfuhr. 
Heute befindet sich dort der Stadtteil Aniołki (Aller Engel). 
Es lag im Bereich der späteren Straßen ul. Śniadeckich (Ziegelstraße) und ul. Tuwima (Lindenstraße) in der Nähe des Park Steffensów (Steffenspark). Dort steht heute auch ein Denkmal mit einem sowjetischen Panzer. Die Überreste der Anlage sind bisher nicht erforscht.

## Geschichte
Etwa um 1335/41 wurde an der bestehenden Kirche S. Michaelis ein Hospital unter Hochmeister Dietrich von Altenburg eingerichtet. Dieses befand sich im Nordwesten der damaligen Jungstadt. Es wurde in den folgenden Jahrhunderten mehrmals zerstört und wieder aufgebaut. 
In dem Hospital waren spätestens seit dem 17. Jahrhundert ausschließlich Pensionäre untergebracht, die dort ihren Lebensabend gegen Unterhaltszahlung verbrachten. Um 1700 und 1800 waren es jeweils etwa 40 Personen. 
Kirche und Gebäude wurden während der napoleonischen Kriege in den Jahren 1807/13  zerstört und danach nicht wieder aufgebaut. Der Friedhof bestand zunächst weiter. Das Hospital wurde an anderen Orten weiter betrieben, bekannt ist die Adresse Schüsseldamm 1 für das Jahr 1835. Dieses bestand bis 1945.